# مایومی یاماشیتا
مایومی یاماشیتا (انگلیسی: Mayumi Yamashita؛ زادهٔ ۲۲ نوامبر ۱۹۷۵) جودوکار اهل ژاپن بود.